# Joses Nawo
Joses Nawo (Honiara, 3 maggio 1988) è un calciatore salomonese, attaccante del Kossa e della Nazionale salomonese.

## Carriera

### Club
Ha vinto un titolo nazionale con il Koloale e uno con l'Amicale.
In carriera ha totalizzato complessivamente 37 presenze e 14 reti nella OFC Champions League.

### Nazionale
Con la nazionale salomonese ha preso parte alla Coppa delle nazioni oceaniane 2012, giungendo quarto.

## Statistiche

### Cronologia presenze e reti in nazionale
| Cronologia completa delle presenze e delle reti in nazionale ― Isole Salomone | Cronologia completa delle presenze e delle reti in nazionale ― Isole Salomone | Cronologia completa delle presenze e delle reti in nazionale ― Isole Salomone | Cronologia completa delle presenze e delle reti in nazionale ― Isole Salomone | Cronologia completa delle presenze e delle reti in nazionale ― Isole Salomone | Cronologia completa delle presenze e delle reti in nazionale ― Isole Salomone | Cronologia completa delle presenze e delle reti in nazionale ― Isole Salomone | Cronologia completa delle presenze e delle reti in nazionale ― Isole Salomone |
| Data                                                                          | Città                                                                         | In casa                                                                       | Risultato                                                                     | Ospiti                                                                        | Competizione                                                                  | Reti                                                                          | Note                                                                          |
| ----------------------------------------------------------------------------- | ----------------------------------------------------------------------------- | ----------------------------------------------------------------------------- | ----------------------------------------------------------------------------- | ----------------------------------------------------------------------------- | ----------------------------------------------------------------------------- | ----------------------------------------------------------------------------- | ----------------------------------------------------------------------------- |
| 14-6-2023                                                                     | Kuala Terengganu                                                              | Malaysia                                                                      | 4 – 1                                                                         | Isole Salomone                                                                | Amichevole                                                                    | -                                                                             | Cap.                                                                          |
| Totale                                                                        |                                                                               | Presenze                                                                      | 1                                                                             |                                                                               | Reti                                                                          | 0                                                                             |                                                                               |

## Palmarès

### Club
- Campionato di calcio delle Isole Salomone: 1

Koloale: 2010-2011
- Campionato di calcio delle Vanuatu: 1

Amicale: 2012-2013